# Battlefield 3
Battlefield 3 (også bare kendt som BF3) er et første-persons aktion videospil, der bliver udviklet af EA Digital Illusions CE og udgivet af Electronic Arts. Spillet er sat til at blive udgivet 25. oktober 2011 til Microsoft Windows, PlayStation 3 og Xbox 360. På trods af navnet, er Battlefield 3 det 11 spil i Battlefield universet, dog bliver det en direkte fortsættelse til Battlefield 2 der blev udgivet i 2005. Battlefield 3 benytter sig af grafikmoteren Frostbite 2.0 som er udviklet af DICE.

## kilder
1. ↑  Ridgeley, Sean (2010-08-03). "Battlefield 3 leaving DX 9 behind, Frostbite 2 engine good news for PC gamers". Neoseeker. Neo Era Media Inc. Hentet 2011-03-25.
2. ↑  Hatfield, Daemon (2011-06-06). "E3 2011: Battlefield 3 Release Date". IGN. Hentet 2011-06-06.